# Lista över insjöar i Lomma kommun
Detta är en lista över sjöar i Lomma kommun baserad på sjöns utloppskoordinat. Om någon sjö saknas, kontrollera grannkommunens lista.

## Lista
| Namn           | Koordinat                                     | Sjöid         | VYID | Yta (km²) | Strandlinje (km) | Höjd (m) | Maxdjup (m) | Volym (m³) | HARO  | Natura 2000 |
| -------------- | --------------------------------------------- | ------------- | ---- | --------- | ---------------- | -------- | ----------- | ---------- | ----- | ----------- |
|                | 55°40′54″N 13°04′14″Ö / 55.68175°N 13.07060°Ö | 617589-132800 |      |           |                  |          |             |            | 91000 |             |
|                | 55°40′58″N 13°04′01″Ö / 55.68284°N 13.06702°Ö | 617602-132778 |      |           |                  |          |             |            | 91000 |             |
|                | 55°41′02″N 13°04′30″Ö / 55.68382°N 13.07490°Ö | 617611-132828 |      |           |                  |          |             |            | 91000 |             |
| Fyrkantsdammen | 55°41′05″N 13°03′25″Ö / 55.68477°N 13.05687°Ö | 617626-132715 |      | 0,0757    | 1,11             | 0        |             |            | 91000 |             |
| Östra dammen   | 55°41′08″N 13°04′56″Ö / 55.68542°N 13.08211°Ö | 617627-132874 |      | 0,0524    | 0,851            | 2,4      |             |            | 91000 |             |
| Trekantsdammen | 55°41′15″N 13°03′20″Ö / 55.68761°N 13.05555°Ö | 617658-132708 |      |           |                  |          |             |            | 91000 |             |
|                | 55°41′22″N 13°05′13″Ö / 55.68957°N 13.08707°Ö | 617672-132907 |      | 0,0615    | 1,07             | 2,9      |             |            | 91000 |             |